# Венді і Люсі
Венді і Люсі — це американська драма 2008 року режисеки Келлі Райкарт. Райхарт і Джон Реймонд адаптували сценарій з його короткого оповідання Хор поїзда. У фільмі знімалися Мішель Вільямс і Уілл Петтон. Світова прем'єра відбулася на Каннському кінофестивалі у 2008 році, також показаний на кількох додаткових кінофестивалях, перш ніж отримав обмежений театральний реліз в США 10 грудня 2008 року.

## Сюжет
Молода жінка, Венді Керролл, їде в Аляску зі своєю собакою Люсі, де сподівається знайти роботу на консервному заводі. Вони стають на мілину в Орегоні, коли їх машина ламається, і Венді не вистачає коштів, щоб відремонтувати її. У супермаркеті героїня залишає Люсі зовні, поки намагається вкрасти корм для собак. Дівчину заарештовують, а собака зникає. Звільнившись з-під варти, жінка не знаходить собаку і починає пошуки, але всі потуги даремні. Зрештою вона дізнається, що Люсі була доставлена в собачій притулок і її одразу ж забрали. Венді йде в будинок, де Люсі тепер живе, і вирішує, що вона щасливіша там. Потім вона пробирається на поїзд, що прямує на північ.

## Актори
- Мішель Вільямс - Венді Керролл
- Вілл Петтон - Механік
- Волтер Далтон - Охоронець
- Вілл Олдем - бридка людина
- Джон Робінсон - Енді Муні
- Дейдра О'Коннелл (голос) Деб
- Люсі, грала саму себе
- Ларрі Фессенден - людина в парку

## Реліз

### Театральна каса
У перший уїк-енд, Венді і Люсі зібрав $18,218 в 2 кінотеатрах в Сполучених Штатах, займаючи місце #54 в прокаті. До кінця свого бігу, Венді і Люсі зібрав $865 695 на внутрішньому ринку і $326 960 на міжнародному рівні, а для всесвітнього прокату цілому $1,192 655.

### Критичний прийом
Фільм отримав загалом позитивні відгуки від критиків. Фільм був розцінений сайтом Rotten Tomatoes класифікував фільм як "свіжий" з оцінкою схвалення на 85% серед 150 критиків, середній рейтинг - 7.3 з 10.
Фільм дістав нагороди як найкращий фільм і найкраща жіноча роль на Toronto Film Critics Association Awards 2008. Венді і Люсі був поміщений на 87 місце у Slant Magazine, як серед кращих фільмів 2000-х років.

### Кращі десять списків
Фільм входить в першу десятку списків багатьох критиків кращих фільмів 2008 року, в тому числі у: Chicago Reader, New York Post, Newsweek, The Austin Chronicle, LA Weekly, The Philadelphia Inquirer, the Seattle Post-Intelligencer, Entertainment Weekly, The New York Times, The Oregonian, Slate, The Village Voice, та The Christian Science Monitor.